# Bassendean
Bassendean è un sobborgo di Perth, in Australia Occidentale; è la sede del Local Government Area chiamato Città di Bassendean

## Storia
Vi sono numerose prove archeologiche che portano a pensare che la zona di Bassendean fosse abitata dagli aborigeni già 30.000 anni fa. Molti siti rivestono una certa importanza nella cultura dei Noongar, i primi abitanti della regione.
Il nome Bassendean venne scelto da Peter Broun nel 1832 per l'area in precedenza chiamata Guildford West, che indicava l'estensione della colonia di Guildford oltre il fiume Swan.
Oggi Bassendean è nota principalmente per ospitare il Museo del trasporto ferroviario dell'Australia Occidentale.